# 2019年联合国气候变化大会
2019年第25届联合国气候变化大会（也被称为COP25）于2019年12月2日到12月13日（推遲至15日閉幕）在西班牙马德里举办，智利政府参与筹办。该会议将《联合国气候变化框架公约》第25次缔约方会议、《京都议定书》第15次缔约方会议以及《巴黎協議》第二次缔约方会议合并在一起。

## 前期
此次会议原计划于2019年11月在巴西举办，但就在会议举办前一年，新上任的巴西总统雅伊尔·博索纳罗称因为经济原因，撤回了举办会议的申请。智利成为新的会议举办方，然而国内社会动荡使得智利政府于2019年10月末放弃举办会议。在联合国、智利以及西班牙的协商下，西班牙成为了会议的最终举办方。
在最终举办地点确定前，许多环境活动家已经乘帆船从欧洲前往南美。其中一些人在11月中期参加了另外一个名叫「COP森林」的会议。该会议在亚马逊丛林中心的Terra do meio举行，与会人士包括原著名领袖、科学家以及学者，例如爱德华多·古斯·内维斯教授，俄罗斯活动家娜杰日达·托洛孔尼科娃。该会议结束后，一个名为“亚马逊：世界的中心“的活动于11月17日在阿尔塔米拉附近举行。

## 会议策划
西班牙生态过渡部长特蕾莎·里韦拉宣布会议将在马德里会展中心举行。西班牙政府已分的COP25成两个区，一个蓝色和一个绿色的。联合国气候变化框架公约缔约方会议将在蓝色区域举行，这将包括《京都协议书》第15次缔约方会议以及《巴黎协定》第二次缔约方会议。与此同时，非政府组织及除西班牙之外的国家也会在该区域举办活动和开展事件。绿色区域将为民众社会倡议提供场所，旨在促进民众的社会参与，该区将根据主题分为三部分：一是青年活动，二是原住民活动，三是科技与创新活动。绿色区域旨在提供一个开放的对话平台，使得众多社会团体和个人能够参与进来，从非政府组织到商界到学术到赞助者。

## 参与者
来自行动援助组织的哈吉特·辛格指出在会议开展四周前突然将开会地点从智利移到西班牙给那些来自南半球的代表团参加会议带来障碍。
2019年8月，青年气候变化活动家格蕾塔·通贝里(Greta Thunberg)和她的父亲乘坐马利齐亚二号帆船，从英国的普利茅斯出发跨越了大西洋来到美国纽约，参加2019年9月的联合国气候行动峰会。那时还不清楚她如何返回欧洲，但她计划赶赴智利参加第25届联合国气候变化大会。随着会议地点的转变，格雷塔需要尽快回到欧洲。
西班牙环境部部长特蕾莎·里韦拉表明可以帮助格雷塔赶赴会议现场。

## 商议

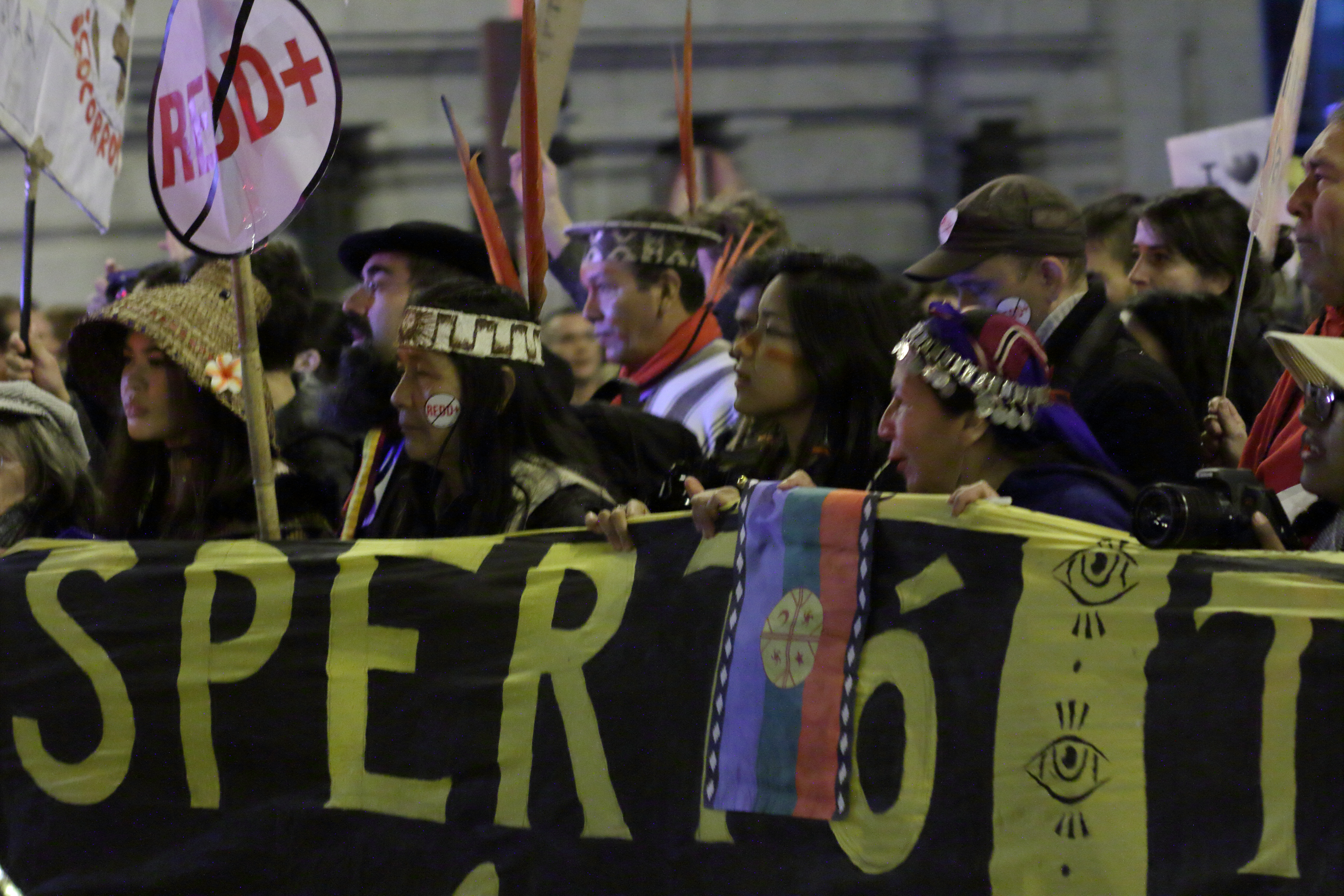
马普切人于12月6日在马德里的抗议游行。

巴黎协定最后部分是第六条。该条款规定了碳排放市场以及国际合作的其他形式。关于此条款上一届联合国气候大会没有达成任何协议，虽然涉及到多方面的政治因素，达成协议非常困难，但必须要实现。根据《京都协定》发达国家还是可以通过购买碳排放量去抵消多排放出来的二氧化碳。这样将会导致全球整体排放量目标达成更加困难。如果此次会议上关于碳排放贸易失败，那么该议题还会在2020年第26届联合国气候变化大会上提出。
由於巴黎协定的一些议程在原定閉幕日期依舊没能达成最终一致，大会閉幕時間将推迟至当地时间15日,这是历届联合国气候大会中延时最长的一次。最終大會達成COP25（联合国气候变化纲要公约第25次缔约方会议）协议，但在碳排放交易机制上并未能达成共识。包括聯合國秘書長古特雷斯以及一些環保團體和科學家在內均認為協議內容在應對氣候變化方面遠遠不夠。